# Port Martin (Naturhafen)
Der Port Martin (französisch) ist eine Bucht an der Küste des ostantarktischen Adélielands. Der Naturhafen liegt östlich des Kap Margerie und südlich  des Bizeux Rock.
André-Franck Liotard (1905–1982), Leiter einer französischen Antarktisexpedition (1949–1951), benannte ihn. Namensgeber ist Andre-Paul Martin, Liotards Stellvertreter, der auf der Fahrt in die Antarktis gestorben war.